# Монтелеоне ди Фермо
Монтелеоне ди Фермо (итал. Monteleone di Fermo) насеље је у Италији у округу Фермо, региону Марке.
Према процени из 2011. у насељу је живело 209 становника. Насеље се налази на надморској висини од 421 м.

## Становништво
| 1931. | 1936. | 1951. | 1961. | 1971. | 1981. | 1991. | 2001. | 2011. |
| ----- | ----- | ----- | ----- | ----- | ----- | ----- | ----- | ----- |
| 1.253 | 1.276 | 1.156 | 954   | 633   | 561   | 517   | 454   | 436   |